# لیراز چرخی
لیراز چرخی (عبری: לירז צ'רכי‎ متولد ۳۱ مه ۱۹۷۸ در رملا اسرائیل) خواننده، بازیگر و رقصنده ایرانی-اسرائیلی است؛ خانواده او از یهودیان ایرانی بوده‌اند.او خوانندگی را از سن پنج سالگی و بازیگری را از سن ۱۱ تا ۱۴ سالگی در تئاتر ملی هابیما به صورت حرفه‌ای آغاز کرد و در مدرسه هنرهای نمایشی بیت زوی مشغول به تحصیل شد. در سال ۲۰۰۲ با شرکت در سریال تلویزیونی ها-ماسائیت مورد توجه بینندگان قرار گرفت و در سال ۲۰۰۴ نیز از سوی آکادمی فیلم اسرائیل در یک فیلم سینمایی به ایفای نقش پرداخت. در فستیوال فیلم اسرائیل در سال ۲۰۰۶ در لس آنجلس دعوت به شرکت شد. چرخی در یک سریال فرانسوی نیز در سال ۲۰۱۰ به بازیگری پرداخت.
از سال ۲۰۰۴ تا ۲۰۱۰ همراه با خواننده اسرائیلی زیو کوجو زندگی مشترک داشت و به عنوان خواننده همکاری‌های مشترکی در رادیو اسرائیل در آهنگ‌های «اود تزوهائیم» و «ال تفسیک» داشت. او هم‌اکنون با بازیگر اسرائیلی تام آونی ازدواج کرده‌است. در سال ۲۰۲۰ آلبومی از او با نام «زن» منتشر شده‌است در حالیکه این آلبوم با همکاری موزیسین ایرانی با نام Raman Loveworld شکل گرفته‌است که نخستین همکاری فرهنگی میان تهران و تل آویو برای برقراری صلح بوده‌است
او در سریال تهران نقش کارمند موساد را بازی کرد.
ریتا جهان فروز، خاله لیراز چرخی است.

## فیلم‌شناسی
| سال       | عنوان          | نقش       |
| --------- | -------------- | --------- |
| ۲۰۱۰      | Fair Game      | دکتر زهرا |
| ۲۰۱۱–۲۰۱۳ | Sabri Maranan  | Canarit   |
| ۲۰۱۲      | A Late Quartet | پیلار     |